# Alicante
För andra betydelser, se Alicante (olika betydelser).
Alicante (spanska: [aliˈkante], valencianska:  Alacant [alaˈkant]) är en ort och kommun i regionen Valencia i Spanien. Centrala Alicante har cirka 330 000 invånare. Alicante bildar tillsammans med Elche och fyra andra kommuner ett storstadsområde med cirka 700 000 invånare. Området har snabbt vuxit och är ett populärt turistmål och ett område med många hotell, restauranger och turistanläggningar. Området är även stort inom grönsaker och fruktodlingar bland annat på grund av det geografiska läget och det gynnsamma klimatet.
Alicante ligger vid kustremsan Costa Blanca och är känt för sina milsvida vita stränder. Staden har två fotbollslag, som heter Alicante CF och Hércules CF, där det sistnämnda är det mest framgångsrika och spelade säsongen 2010-2011 i den spanska förstaligan, primera division, men numera i den nationella tredjeligan, primera federacion.

## Historia
Alicante grundlades år 324 f.Kr. av grekerna som kallade staden för Akra Leuke. Ur detta ord kommer arabiskans al-Laqant (اللَّقَنْت) som gett oss ”Alicante”. År 201 f.Kr. blev staden erövrad av romarna som valde att kalla staden Lucentum. Hannibal ska ha släppt lös sina berömda elefanter här. Mellan 718 och 1249 styrdes staden av morerna. Staden blev återupprättad år 1247 och ingick då i kungariket Kastilien och år 1305 i kungariket Aragonien. År 1490 fick Alicante stadsrättigheter.

## Demografi
Kommunens folkmängd uppgick till 334 678 invånare i början av 2012, varav 326 803 invånare bodde i centralorten. Detta gör den till den näst folkrikaste kommunen i Valenciaregionen. Omkring 15 % av invånarna är födda utanför Spanien, dessa kommer främst från Argentina, Ecuador och Colombia samt Uruguay.[källa behövs]